# Emblethis denticollis
Emblethis denticollis är en insektsart som beskrevs av Géza Horváth 1878. Emblethis denticollis ingår i släktet Emblethis, och familjen fröskinnbaggar. Arten är reproducerande i Sverige.